# Авезмуратов, Рахим
Рахим Авезмуратов (9 мая 1924 кишлак Совет Буйрачи, Шаватский район, Хорезмская область, Узбекская ССР, СССР — 16 декабря 1983 там же)  — участник Великой Отечественной войны, полный кавалер ордена Славы.

## Биография
Родился 9 мая 1924 года в кишлаке Совет Буйрачи в крестьянской семье. Узбек. После окончания 7 классов школы, работал в колхозе.
В 1942 году призван в ряды Красной Армии Шаватским районным военкоматом Хорезмской области Узбекской ССР. С июля 1943 года находился на фронтах Великой Отечественной войны. Принимал участие в битве на Курской дуге и в боях за освобождение Левобережной Украины, в ходе которых был ранен, но вернулся в строй. В 1944 году награждён 2 медалями «За отвагу».
В первой половине января 1945 года  во время боёв возле Гурна (Польша), вместе со своим расчётом подобрался к траншее противника и уничтожил около 15 вражеских военнослужащих. Приказом по войскам 77-й гвардейской стрелковой дивизии № 1/н 20 января 1945 года награждён орденом Славы 3-й степени.
24 января 1945 года во время прорыва немецкой обороны возле города Пулавы (Польша), его расчёт уничтожил около 20 вражеских солдат. Когда же у расчёта закончились патроны, Авезмуратов двинулся в рукопашный бой, отобрав у одного из немецких солдат автомат, уничтожил около 10 солдат противника. Приказом по войскам 69-й армии № 34-н от 23 февраля 1945 года награждён орденом Славы 2-й степени.
10 марта 1945 года при расширении плацдарма на правом берегу Одера, во время попыток контратак противника уничтожил весь расчёт противника и около 20 вражеских солдат противника. Указом Президиума Верховного Совета СССР от 31 мая 1945 года награждён орденом Славы 1-й степени, став полным кавалером ордена Славы.
С 1945 года являлся членом КПСС.
В 1945 году демобилизован в звании старшины. После демобилизации поселился в родном кишлаке. Работал трактористом в колхозе имени Чкалова. Умер 16 декабря 1983.

## Награды
- Орден Славы I степени (31 мая 1945; № 241634)[3] — за мастерство и проявленную храбрость в боях по расширению плацдарма на западном берегу Одера[4];
- Орден Славы II степени (23 февраля 1945; № 11696) — за проявленные храбрость и умение, при прорыве обороны противника на западном берегу Вислы[5];
- Орден Славы III степени (20 января 1945; № 602) — за проявление боевого умения и личного бесстрашия в бою под деревней Гурна[6];
- 2 Медали «За отвагу»;
- ряд медалей.